# مجزرة مدرسة حمامة (2024)
مجزرة مدرسة حمامة (2024) هي مجزرة ارتكبتها قوات الإحتلال الإسرائيلي على المدرسة الواقعة في حي الشيخ رضوان غرب مدينة غزة، حيث كانت المدرسة ملجأً للنازحين، وفي 4 أغسطس 2024 أطلق جنود الإحتلال النار على النازحين من النساء والأطفال وقتلوا أكثر من 17 شخص وإصابات العديد بالجروح، وقاموا بتدمير المدرسة بشكل كامل. وقال الناطق باسم الدفاع المدني أن طيران الإحتلال كرر قصف المدرسة بثلاثة صواريخ حربية بينما كانت طواقم الإسعاف تنقذ مصابي الضربة الأولى. وكان هذا الهجوم واحدًا من عدد من الهجمات على المدارس خلال العدوان الإسرائيلي لغزة. وانتقدت حماس إدعاء الإحتلال الإسرائيلي بأن المدرسة تؤوي مسلحين ووصفته بأنه ذريعة كاذبة لاستهداف المدنيين العزل، واستمرار لحرب الإبادة الوحشية على قطاع غزة.

## خلفية الحدث
في 6 يوليو، استهدفت غارة جوية شنتها قوات الإحتلال الإسرائيلي مدرسة الجوني التي تديرها الأونروا والتي تؤوي 2000 لاجئ في مخيم النصيرات وسط غزة، مما أسفر عن مقتل ستة عشر شخصاً، وفي 7 يوليو استهدفت القوات الإسرائيلية مدرسة العائلة المقدسة مما أسفر عن مقتل أربعة أشخاص. وفي 8 يوليو ضربت مدرسة أخرى تديرها الأونروا في النصيرات، مما تسبب في إصابة العديد من الأشخاص. وقد صرح فيليب لازاريني رئيس الأونروا، أن ثلثي مدارس الأونروا في غزة تعرضت للقصف منذ أكتوبر 2023. وطالب قرار مجلس الأمن التابع للأمم المتحدة الذي تم تبنيه في 25 مارس 2024 بوقف إطلاق النار الفوري في الحرب الفلسطينية الإسرائيلية. وتزامن الهجوم على المدرسة مع محادثات الهدنة في مصر.